# (393) Lampétie
Pour les articles homonymes, voir Lampétie (homonymie).
(393) Lampétie (désignation internationale (393) Lampetia) est un astéroïde découvert par Max Wolf le 4 novembre 1894.